# حامول بالنسي
حامول بالنسي (الاسم العلمي:Cuscuta balansae) هو نوع من النباتات يتبع جنس الحامول من الفصيلة المحمودية. سمي هذا النوع نسبةً إلى عالم النبات الفرنسي بينديكت بالنسا.